# Tanjung Benuang (Pamenang Selatan)
Tanjung Benuang is een bestuurslaag in het regentschap Merangin van de provincie Jambi, Indonesië. Tanjung Benuang telt 3113 inwoners (volkstelling 2010).